# Flabellum mortensi
Espèce
Flabellum mortensi est une espèce de coraux appartenant à la famille des Flabellidae.